# Idrottsplats

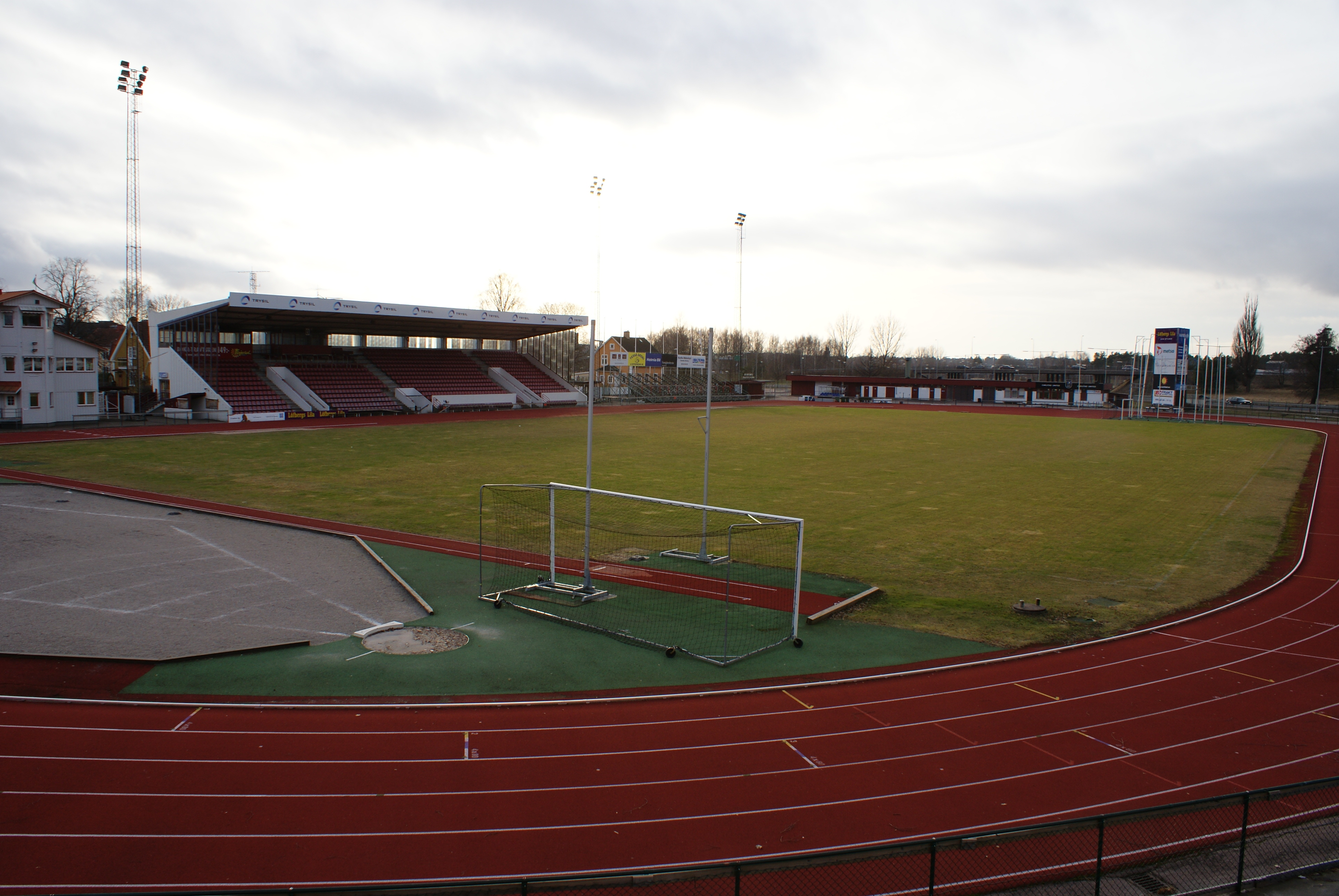
Tingvalla IP i Karlstad.

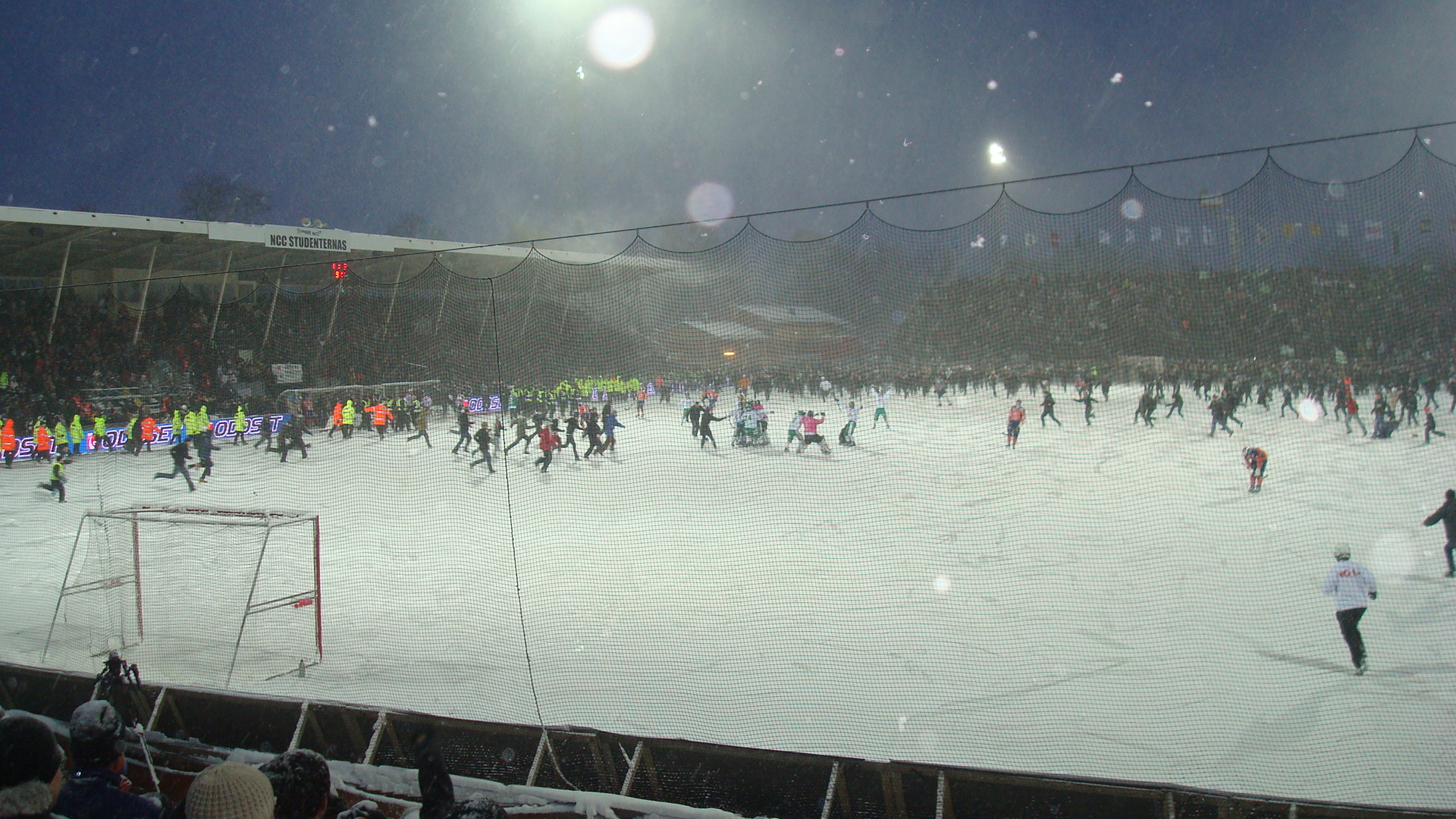
Studenternas IP i Uppsala, 2010.

En idrottsplats eller idrottspark, förkortat IP, är en anordnad plats där man utövar sport/idrott. Ofta syftar ordet på en mindre utomhusanläggning för idrottsutövande, medan de större brukar kallas för arena, idrottshall/ishall eller stadion. En idrottsplats har ofta anläggningar som löparbanor, fotbollsplan, bandy och/eller utomhusrink för ishockey och konståkning. Ofta finns byggnader för omklädning och hygien. Idrottsplatser i Sverige sköts ofta gemensamt i kommunal regi. Kring 1920 fanns uppskattningsvis 400 idrottsplatser runtom i Sverige. Många idrottsplatser i Sverige har en historia tillbaka till sent 1800-tal, då bland annat Sveriges centralförening för idrottens främjande arbetade för att fler idrottsplatser skulle byggas.
Idrottsplatser har ibland vall i namnet såsom exempelvis Tyresövallen i Tyresö och Stadsparksvallen i Jönköping, vilket kommer från jordbruksmark med vall.
Sedan andra halvan av 1990-talet har det dock blivit vanligt att ishockeyklubbar i Sverige på elitnivå köpt sina ishallar, för att så småningom med hjälp av sponsring bygga ut dem.